# Zhazira Zhapparkul
Zhazira Zhapparkul (en kazajo: Жазира Жаппарқұл; Arys, 22 de diciembre de 1993) es una deportista kazaja que compite en halterofilia.
Participó en los Juegos Olímpicos de Río de Janeiro 2016, obteniendo una medalla de plata en la categoría de 69 kg. Ganó dos medallas de plata en el Campeonato Mundial de Halterofilia, en los años 2014 y 2015.

## Palmarés internacional
| Juegos Olímpicos   | Juegos Olímpicos         | Juegos Olímpicos | Juegos Olímpicos |
| Año                | Lugar                    | Medalla          | Categoría        |
| ------------------ | ------------------------ | ---------------- | ---------------- |
| 2016               | Río de Janeiro (Brasil)  | Medalla de plata | 69 kg            |
| Campeonato Mundial |                          |                  |                  |
| Año                | Lugar                    | Medalla          | Categoría        |
| 2014               | Almaty (Kazajistán)      | Medalla de plata | 69 kg            |
| 2015               | Houston (Estados Unidos) | Medalla de plata | 69 kg            |